# Sala montata

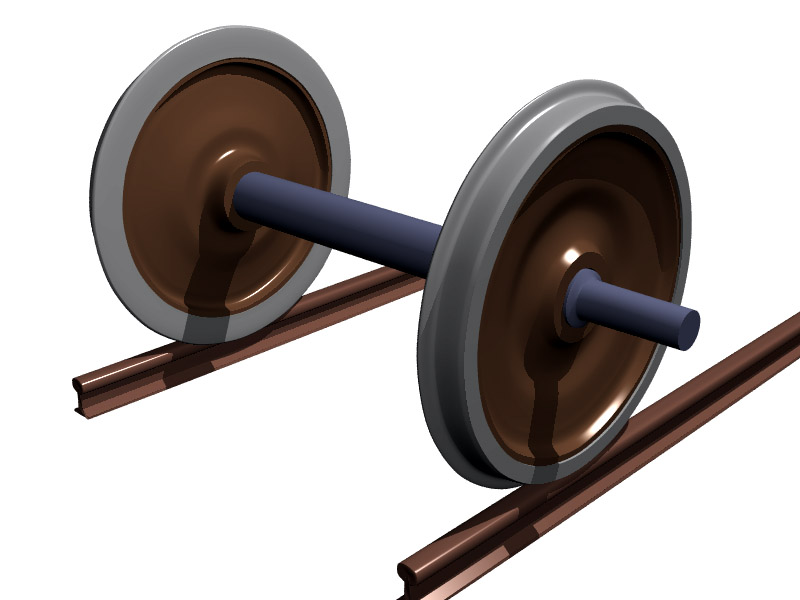
Insieme di una sala montata

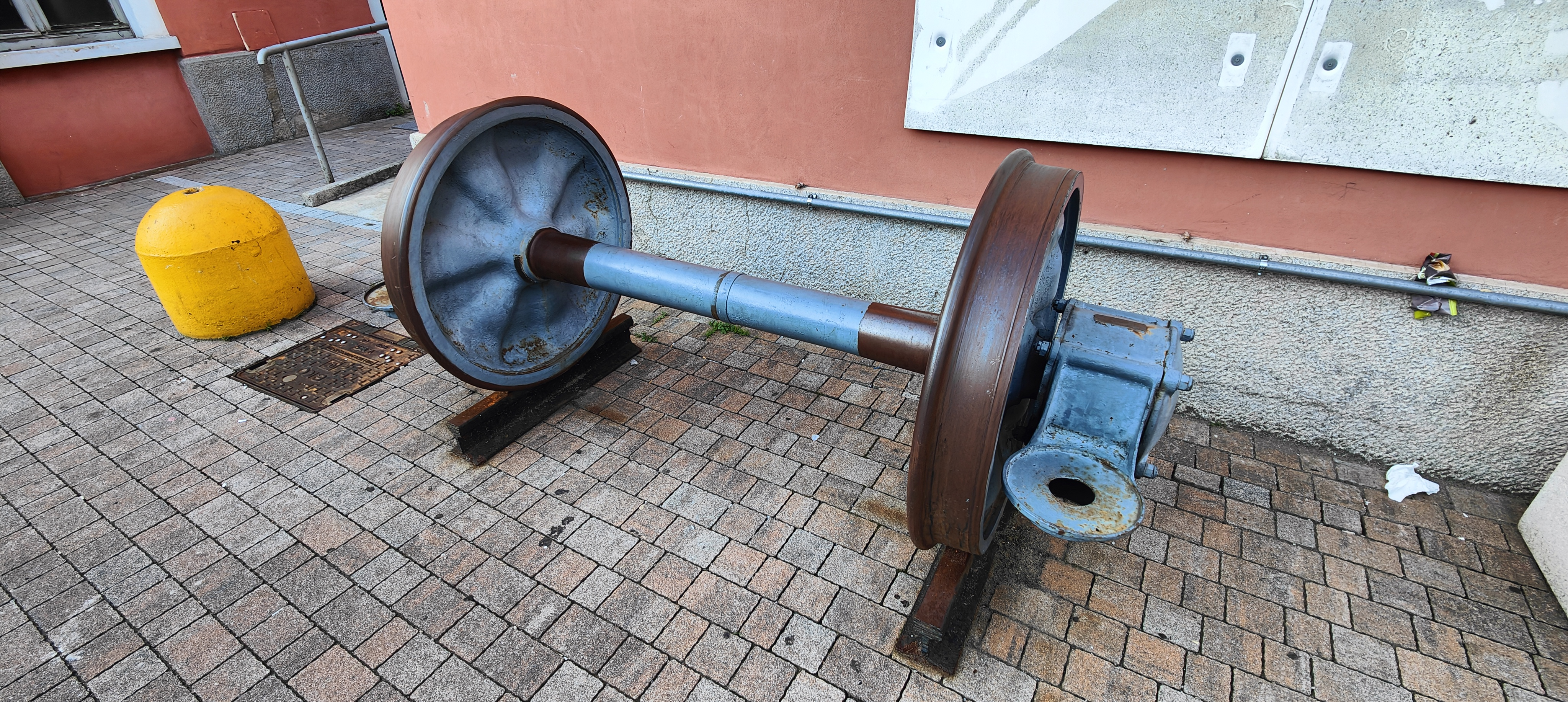
Sala montata in esposizione alla stazione Como Lago

Nell'ingegneria ferroviaria si definisce sala montata l'insieme costituito da due ruote e dall'asse corrispondente (assile o sala) di un veicolo ferroviario. Nel caso di rotabili automotori o locomotive una sala montata viene definita sala motrice quando ad essa è applicata una coppia motrice in seguito all'accoppiamento con un qualsiasi tipo di motore e pertanto serve a far muovere il rotabile. Quando una sala è accoppiata mediante bielle o ingranaggi alla sala motrice viene chiamata sala accoppiata.
Si definisce invece sala portante quando svolge soltanto la funzione di sostenere il carico per asse applicato. 

Calettamento a caldo del cerchione sul centro della ruota di una sala montata di una locomotiva del gruppo 688 delle Ferrovie dello Stato italiane nell'Officina Grandi Riparazioni di Torino delle Ferrovie dello Stato. La forma a gomito dell'assile permetteva il montaggio del cuscinetto di collegamento con la biella motrice. Anno 1930.

## Descrizione
Le due ruote in acciaio stampato o (soprattutto anticamente) a raggi sono montate a freddo sulle apposite sedi rettificate, dette portate, dell'assile di solito in acciaio fucinato al maglio, a sezione circolare che presenta alle due estremità due superfici rettificate dette fuselli.
I fuselli fungono da appoggio per il rotabile attraverso una o più boccole lubrificate interposte o più generalmente coppie di cuscinetti a rulli.

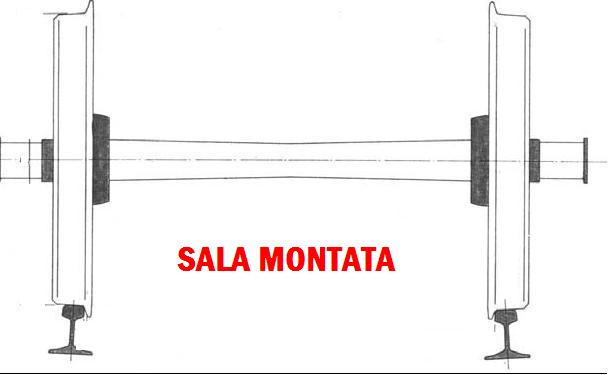
Schema di sala montata

Sui rotabili più recenti sull'assile sono calettati anche i dischi del sistema frenante. Questi sono alettati per facilitare lo dispersione del calore che si sviluppa durante l'azione frenante.

### Ruote cerchiate
Inizialmente e per la maggior parte della loro storia le ruote ferroviarie erano composte da tre elementi:
- Il centro ruota, elemento calettato a caldo sull'assile
- Il cerchione, elemento di usura, calettato a caldo sul centro ruota
- Il cerchietto, che ha la funzione di elemento di sicurezza per evitare lo scalettamento a causa delle (piccole) forze generate nella marcia sugli scambi

Con questa modalità di costruzione il centro ruota non viene mai sostituito, andando invece a cambiare il solo cerchione quando ha raggiunto il limite di usura.
Le ruote cerchiate sono andate in disuso per due principali motivi: laddove si aveva frenatura a ceppi, le grandi quantità di calore liberate dall'attrito fra ceppo e cerchione potevano essere tali da rilassare le tensioni residue nel cerchione e generare scorrimenti fra questo e centro ruota, andando incontro a fenomeni come sfaccettature sulla superficie di rotolamento o corrosione da sfregamento sulla superficie di accoppiamento; inoltre il calettamento a caldo impone uno stato di trazione all'interno del cerchione, il quale favorisce l'avanzamento di cricche che si possono formare sulla superficie di rotolamento. Per rotabili ad alta velocità, un altro fenomeno sfavorevole all'utilizzo di ruote cerchiate è la forza centrifuga.

### Ruote monoblocco
A partire dall’approvazione della TSI HS nel 2002, le ruote monoblocco sono le uniche a poter beneficiare della conformità da parte della normazione europea. Le sale montate prodotte per funzionare con ruote cerchiate ante TSI possono continuare ad essere utilizzate.
Poiché composte da un solo elemento strutturale, non hanno problemi derivanti dalla forza centrifuga, né termomeccanici. Inoltre tramite il trattamento di tempra differenziale, è possibile imporre uno stato tensionale di compressione all'interno del cerchione, limitando fortemente la propagazione di cricche che si possono formare sulla superficie di rotolamento.
Nelle ruote monoblocco si realizza sul fianco del cerchione un intaglio circolare rappresentante il limite di usura (linea di fede), ovvero il limite entro il quale è possibile ritornire la ruota per riportarla al profilo di progetto.
La ruota monoblocco è fornita già completa da parte del costruttore, fatta eccezione per il foro del mozzo, che si rifinisce in funzione del calettamento sull’assile. Il foro semifinito, per garantire la geometrica centricità, è realizzato con la stessa piazzatura del resto della ruota.

## Galleria d'immagini

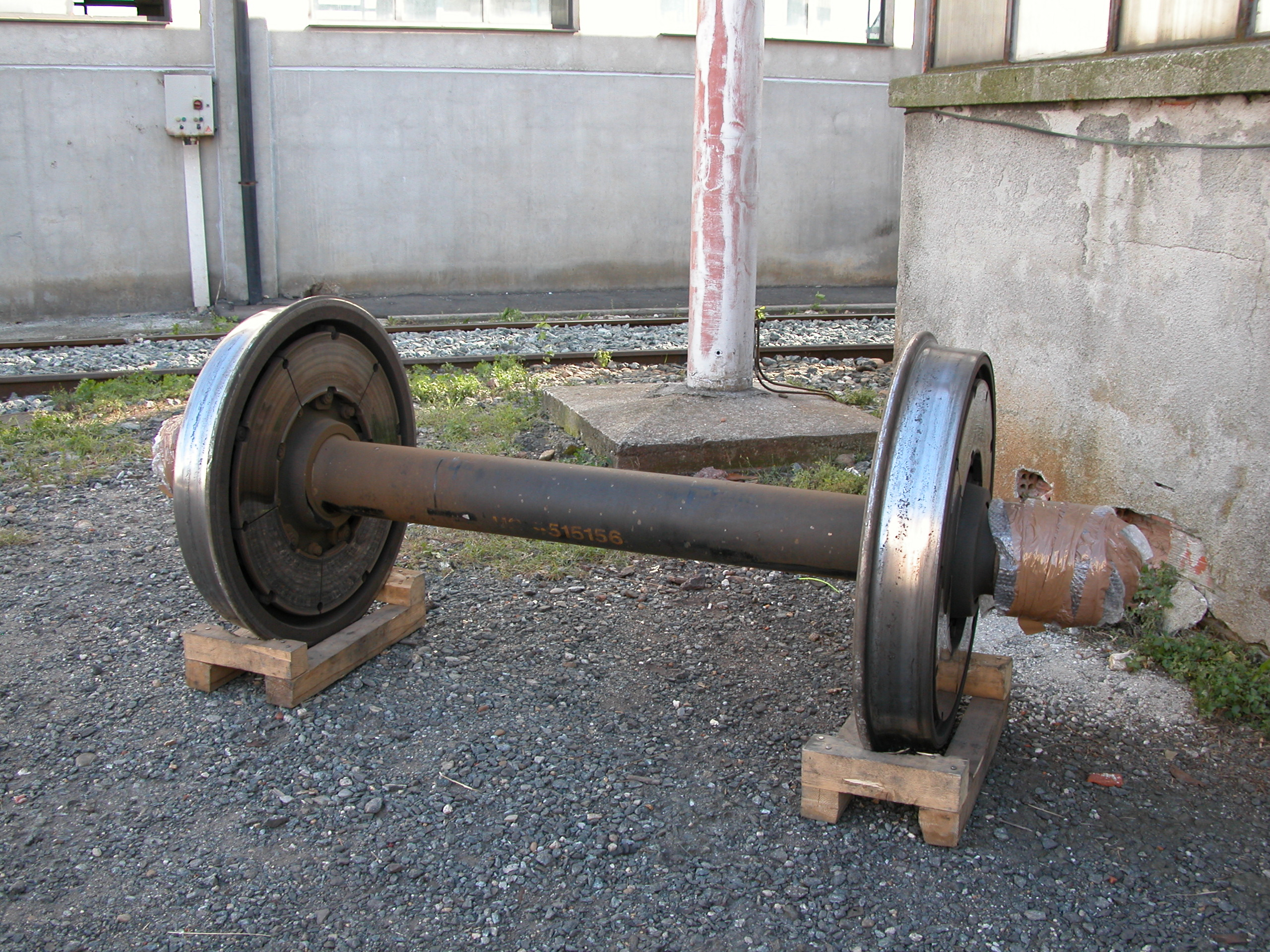
Sala montata con dischi freno integrati nelle ruote.
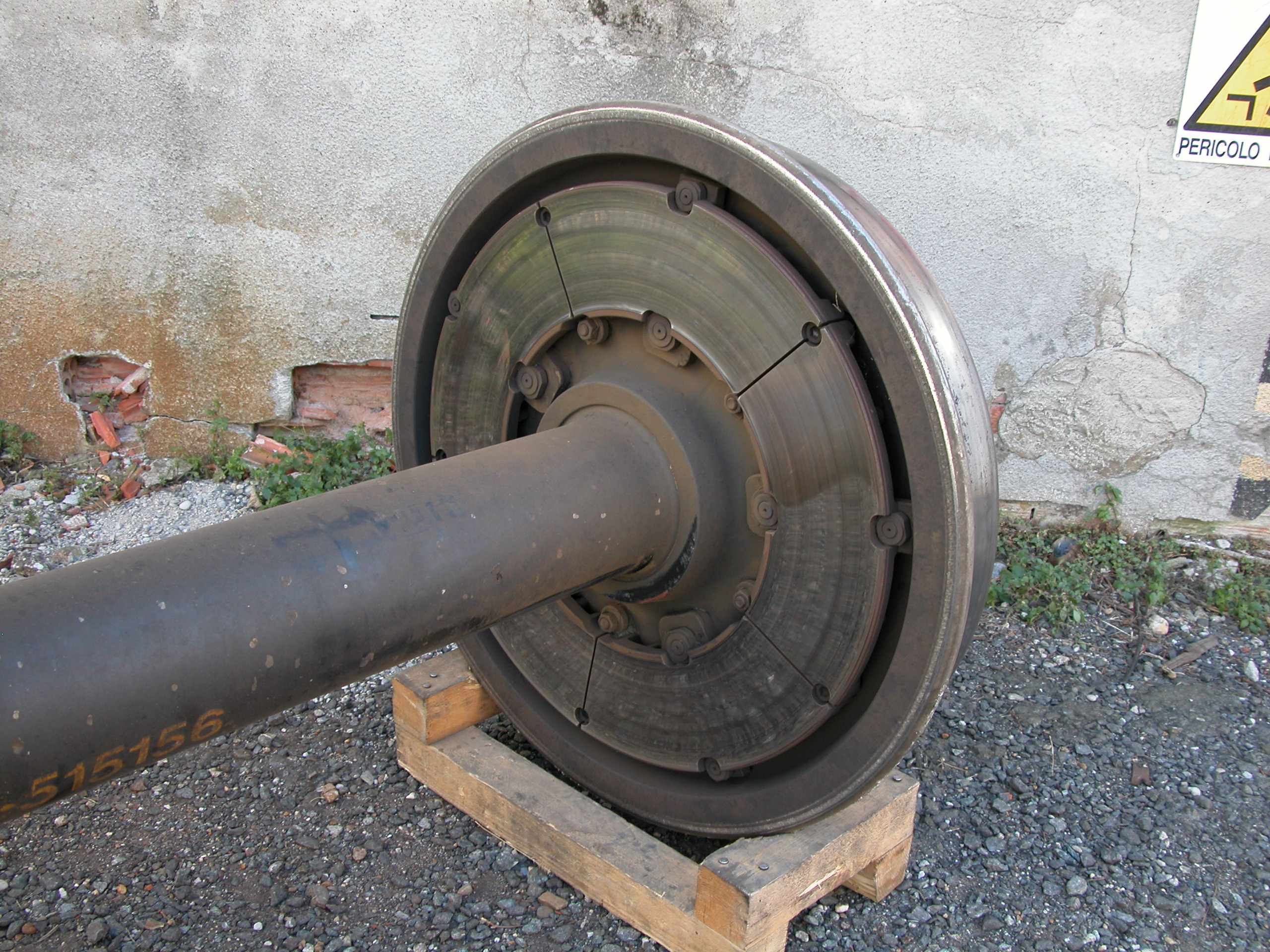
Particolare del disco freno interno di una sala montata.